# 수정 (가수)
수정(1999년 3월 18일 ~ )은 대한민국의 가수, 작곡가다. 2019년 싱글 《답장》으로 데뷔했다.

## 학력
- 동덕여자대학교

## 방송
- 싱어프로젝트 3 (2020) - 10월 우승
- 소울스타 (2021) - 3위